# 马关钩毛蕨
马关钩毛蕨（学名：Cyclogramma maguanensis），为金星蕨科钩毛蕨属下的一个植物种。其种加词“maguanensis”意为“云南马关县的”。